# جامعة نيفادا مدرسة الطب
جامعة نيفادا مدرسة الطب (بالإنجليزية: University of Nevada School of Medicine)‏ هي إحدى الكليات لتدريس الطب في الولايات المتحدة الأمريكية. تقع في مدينة رينو في ولاية نيفادا الأمريكية. نوع الشهادة الطبية التي يتم تحصيلها هناك هي دكتور في الطب.